# Вецдаугава (платформа)
Ве́цда́угава (латыш. Vecdaugava — «Старая Двина») — остановочный пункт на электрифицированной линии Земитаны — Скулте, находится в Риге, в микрорайоне Вецдаугава (с восточной стороны прилегает лесной массив, относящийся к микрорайону Трисциемс). Открыт в 1964 году.

## Описание
Платформа расположена в 16 км от главного вокзала Рига-Пасажиеру на окраине микрорайона Вецдаугава. Имеет очень низкий пассажиропоток.